# Villa Medicea di Marignolle

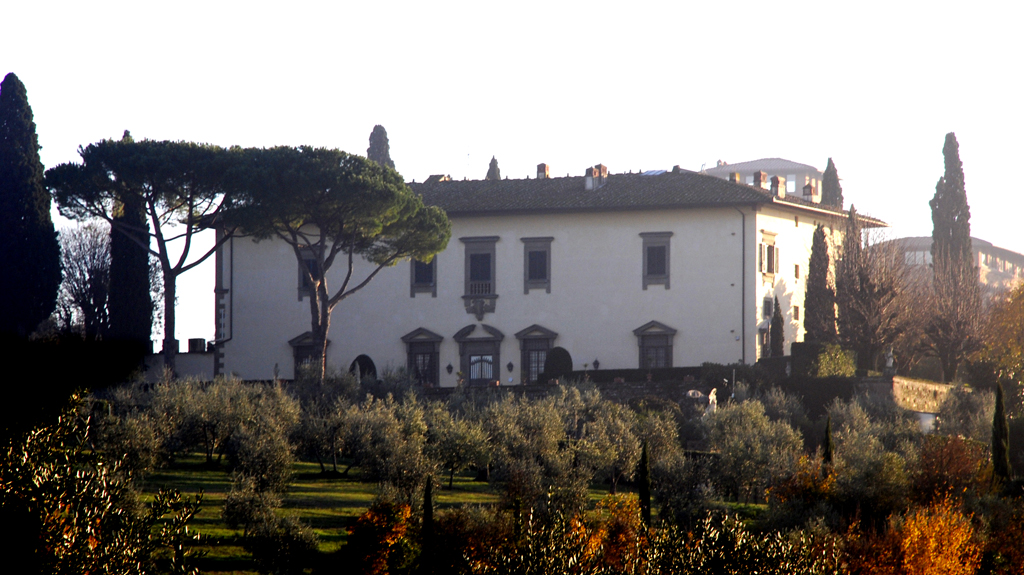
Aspecto actual da Villa di Marignolle.

A Villa Medicea di Marignolle é um antigo palácio da Família Médici que se encontra em Marignolle, um subúrbio a sul de Florença, próximo de Galluzzo.

## História
No século XIV o edifício pertencia à família Sacchetti, tendo sido vendida por estes em 1550, como "casa senhorial" a Lorenzo di Pietro Ridolfi. A propriedade foi confiscada a este último pelo Príncipe Francisco de Médici, devido ao seu envolvimento na Congiura dei Pucci (1560), que tinha como finalidade a eliminação do Grão-duque Cosme I, pai de Francisco.
Depois de ter sido reestruturada pelo arquitecto da Corte, Bernardo Buontalenti, Francisco deu-a a Dom António, seu filho natural com a sua amante e futura segunda esposa, Bianca Cappello.

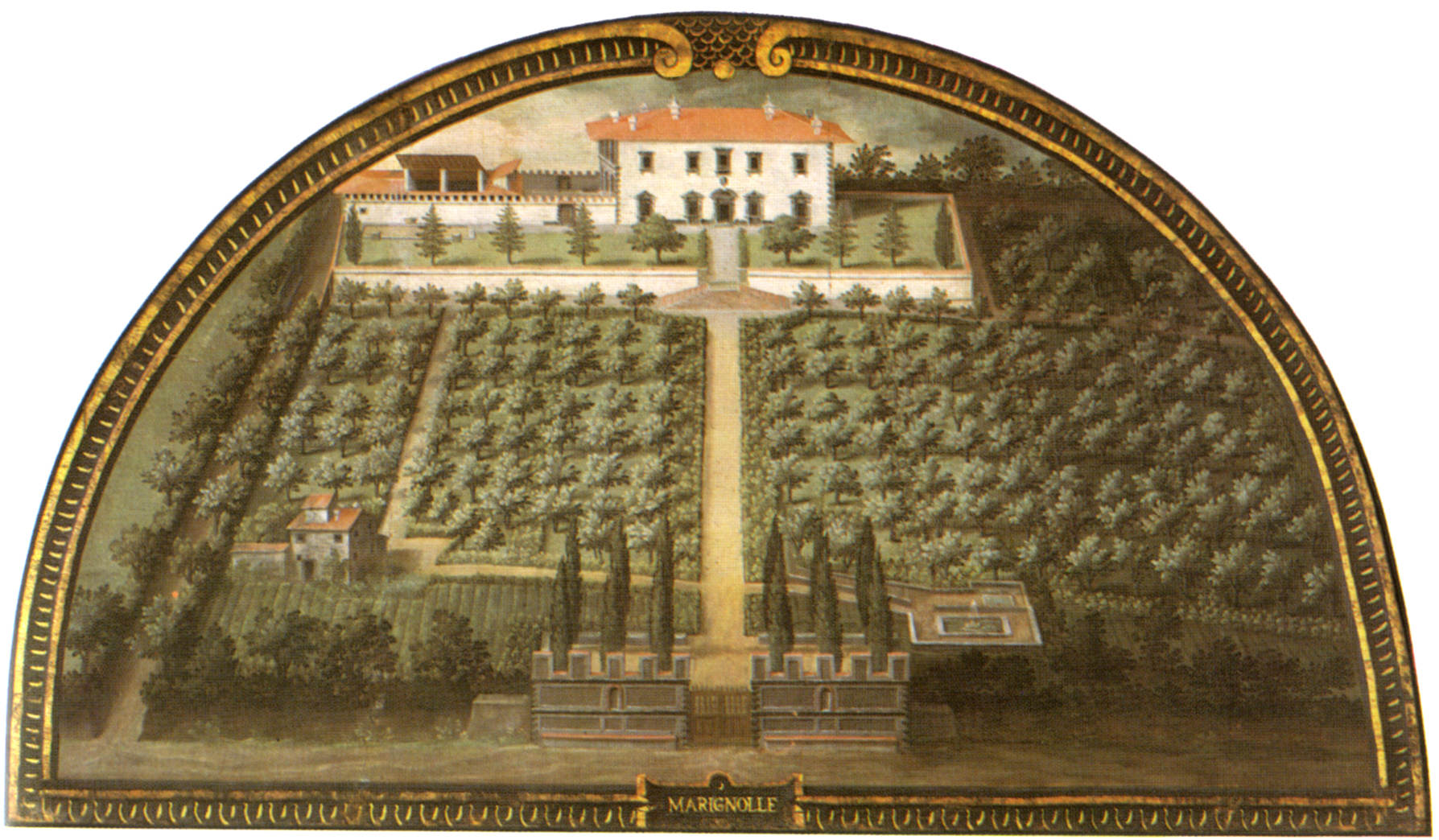
A Villa Medicea di Marignolle numa luneta de Giusto Utens, Museo di Firenze com'era, Florença.

A residência, a única dos Médici nesta parte da cidade, é caracterizada por um único bloco desenvolvido em sentido longitudinal, com uma ampla fachada em direcção a Florença, mantida em grande parte no sóbrio estilo quinhentista, caracterizada por um reboco branco no qual se destacam os portais e as janelas enquadradas por pietra serena cinzenta.
À direita da villa abria-se um recinto usado para o Jeu de paume (também conhecido como ténis Real), com grandes mansardas, edificado em 1596 pelo arquitecto Gherardo Mechini.
O parque, onde ainda hoje se encontram alguns cupressus seculares, é caracterizado por um caminho rectilíneo central, flanqueado por terrenos antigamente arborizados (como se vê na luneta pintada por Giusto Utens para a Sala das Villas da Villa Medicea di Artimino). O portão monumental encontra-se no sopé da colina.
Em 1621 a villa e a casa de lavoura foram adquiridas por Girolamo Capponi, permanecendo na posse da sua família até à extinção, ocorrida no século XIX com o famoso estadista e erudito Gino Capponi, falecido em 1876, o qual foi sepultado na própria villa antes de ser trasladado para a Igreja de Santa Cruz.
De seguida sucederam-se vários proprietários, como o Marquês Luigi Ridolfi e a família dos antiquários Bellini (1939-1976). Actualmente ainda se mantém como propriedade privada, não se encontrando aberta ao público.